# Schoenicola
Schoenicola – rodzaj ptaków z rodziny świerszczaków (Locustellidae).

## Rozmieszczenie geograficzne
Rodzaj obejmuje gatunki występujące w południowej Azji.

## Morfologia
Długość ciała 14,5–22 cm.

## Systematyka
Rodzaj zdefiniował w 1844 roku angielski zoolog Edward Blyth w załączniku do raportu kuratora z 1842 roku, opublikowanym w czasopiśmie The journal of the Asiatic Society of Bengal. Gatunkiem typowym jest (oznaczenie monotypowe) pokrzewik szerokosterny (S. platyurus).

### Etymologia
- Schoenicola (Schaenicola): łac. schoenus ‘sitowie, trzcina’, od gr. σχοινος skhoinos ‘trzcina, sitowie’; -cola ‘mieszkaniec’, od colere ‘mieszkać’[6].
- Chaetornis: gr. χαιτη khaitē ‘długie włosy’; ορνις ornis, ορνιθος ornithos ‘ptak’[7]. Gatunek typowy (oryginalne oznaczenie): Megalurus? striatus Jerdon, 1841.

### Podział systematyczny
Do rodzaju należą następujące gatunki:
- Schoenicola striatus (Jerdon, 1841) – pokrzewik smugowany
- Schoenicola platyurus (Jerdon, 1841) – pokrzewik szerokosterny